# Fejervarya vittigera
Fejervarya vittigera är en groddjursart som först beskrevs av Wiegmann 1834.  Fejervarya vittigera ingår i släktet Fejervarya och familjen Dicroglossidae. IUCN kategoriserar arten globalt som livskraftig. Inga underarter finns listade i Catalogue of Life.